# Vivre à la resquille
Pour plus de détails, voir Fiche technique et Distribution.
Vivre à la resquille (Vivere a sbafo) est une comédie italienne réalisée par Giorgio Ferroni et sortie en 1950.

## Synopsis
Le propriétaire d'une auberge en province hérite d'une grande fortune d'un oncle américain. De nombreux spéculateurs lui proposent les affaires les plus diverses mais elle achète, en accord avec sa fille, un hôtel de luxe au bord d'un lac. Cependant, elle apprend que l'hôtel n'a jamais été un succès et que tous les anciens propriétaires ont fait faillite. Les deux femmes sont approchées par un conseiller spécialisé dans la relance d'entreprises. L'homme remplit l'hôtel de faux clients qui mangent et boivent gratuitement, mais attirent de vrais clients. Des fêtes et des concours sont organisés, mais au cours de l'un d'eux, une bande de voleurs dérobe les bijoux des invités. Le jeune chef des voleurs tombe amoureux de la fille de l'hôtelière et décide de rendre les bijoux, prétendant qu'il s'agissait d'une blague. Dès lors, la fortune de l'hôtel décolle et les deux jeunes gens se fiancent.

## Fiche technique
- Titre français : Vivre à la resquille[1]
- Titre original italien : Vivere a sbafo[2]
- Réalisation : Giorgio Ferroni
- Scénario : Agenore Incrocci, Furio Scarpelli, Rodolfo Sonego, Glauco Pellegrini
- Photographie : Giuseppe La Torre
- Montage : Otello Colangeli
- Musique : Amedeo Escobar (it) (chansons composées par Tarcisio Fusco (it))
- Décors : Piero Filippone
- Costumes : Mario Rappini
- Production : Nino Angioletti
- Société de production : Cinematografica Distributori Indipendenti (CDI)
- Pays de production :  Italie
- Langue originale : italien
- Format : Noir et blanc • Son mono
- Durée : 90 minutes
- Genre : Comédie
- Dates de sortie :
  - Italie : 1950

## Distribution
- Dolores Palumbo : Rosa Auricchio
- Virginia Belmont : Jole, sa fille
- Misha Auer : Pippo Berlocco
- Peppino De Filippo : Baron Muscetta
- Steve Barclay : Max, le chef des voleurs
- Inga Gort : Giuditta
- Nada Fiorelli : Mila
- Umberto Melnati : Martino
- Franco Coop : Orazio

## Production
Le film met en scène les orchestres Havana Cuban Boys et Black Diamonds. Inscrit au Pubblico registro cinematografico (it) sous le no 833, il a obtenu le visa de censure no 7029 le 4 janvier 1950. Il a rapporté 75 600 000 lires. Après une brève exploitation en salles, le film a disparu de la circulation et est aujourd'hui pratiquement introuvable.